# Дания на «Евровидении-2009»
Дания на Евровидении-2009 была представлена певицей Нильс Бринк с песней «Believe Again». 

## Национальный отбор
В национальном финале происходил отбор десяти песен, 6 из которых были отобраны среди заявок, остальные четыре — специально приглашены для участия. Финал прошёл 31 января. Песня была выбрана по CMC-голосованию телезрителей и согласно решению профессионального жюри.

## Финал
В финале Нильс Бринк выступал 16-м и занял 13-е место с 74 баллами. Максимум 8 баллов ему дали Словения и Норвегия
| Голоса за Нильса Бринка в финале | Голоса за Нильса Бринка в финале    |
| -------------------------------- | ----------------------------------- |
| Оценка                           | Страна                              |
| 12                               |                                     |
| 10                               |                                     |
| 8                                | Норвегия, Словения                  |
| 7                                | Польша                              |
| 6                                | Кипр, Мальта                        |
| 5                                | Андорра, Украина, Франция, Молдавия |
| 4                                | Ирландия, Исландия                  |
| 3                                | Латвия, Венгрия                     |
| 2                                | Литва, Румыния                      |
| 1                                | Сербия                              |

| Голоса телезрителей Дании в финале | Голоса телезрителей Дании в финале |
| ---------------------------------- | ---------------------------------- |
| Оценка                             | Страна                             |
| 12                                 | Норвегия                           |
| 10                                 | Исландия                           |
| 8                                  | Азербайджан                        |
| 7                                  | Германия                           |
| 6                                  | Турция                             |
| 5                                  | Эстония                            |
| 4                                  | Швеция                             |
| 3                                  | Великобритания                     |
| 2                                  | Франция                            |
| 1                                  | Литва                              |